# Symplocos stawellii
Symplocos stawellii,  o  palo avellano blanco (white hazelwood) es un árbol del bosque lluvioso que crece en el este de Australia.  Se le encuentra con frecuencia a lo largos y en barrancos, en bosques tropicales, subtropicales y templados. Su distribución natural es desde la región de Illawarra (34° S) en Nueva Gales del Sur hasta la Meseta Atherton (17° S) en el trópico de Queensland. También se encuentra en la Isla Lord Howe y Nueva Guinea.

## Descripción
Es en árbol de talla pequeña a mediana, de hasta 30 metros de altura y 80 cm de diámetro, pero usualmente es más pequeño. El tronco es recto y cilíndrico, la base está rebordeada en los especímenes maduros.
La corteza es bastante lisa; de color gris o gamuza. Con frecuencia con bandas horizontales. La superficie exterior tiene a veces pústulas verticales y grietas horizontales. Las hojas son alternadas, firmes y dentadas, de forma elíptica, de  8 a 16 cm con una punta redondeada. El tallo de la hoja mide de 9 a 20 mm y es liso. Las venas son visibles por ambos lados, más prominentes en el envés.
Las fragantes flores blancas se forman en panículas entre los meses de abril a julio. El fruto es una drupa carnosa negra/azulosa y en forma de huevo, que madura de octubre a abril. Las semillas cafés en forma de peritas miden  8 mm de largo. Son comidas por varias aves del bosque tales como la paloma de fruta de corona rosa y paloma superbus de la fruta.

## Galería

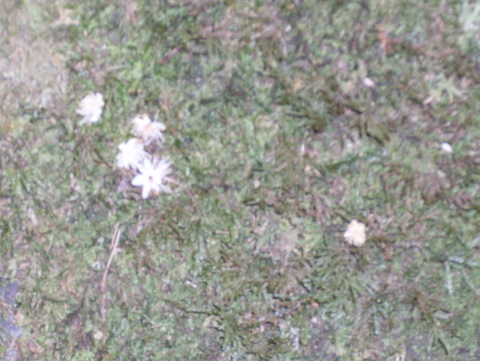
Flores de Symplocos stawellii en el piso del bosque, Nueva Gales del Sur, Australia
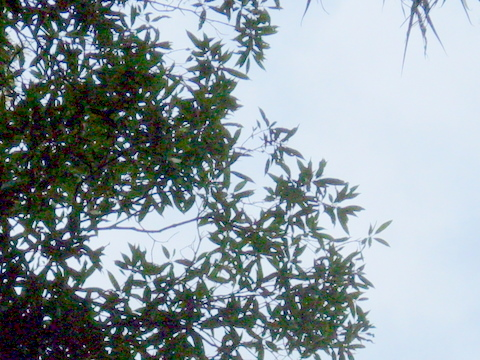
Follaje de Symplocos stawellii, fotografiado desde el piso del bosque, Nueva Gales del Sur
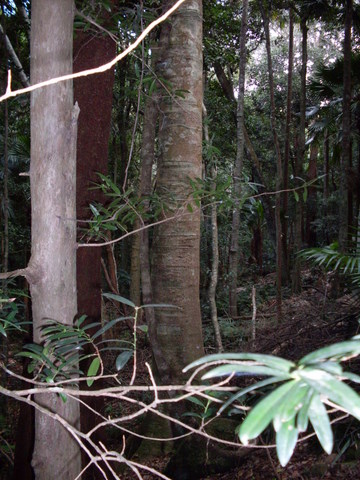
Podocarpus elatus (en primer plano a la izquierda) y el tronco de Symplocos stawellii, Nueva Gales del Sur

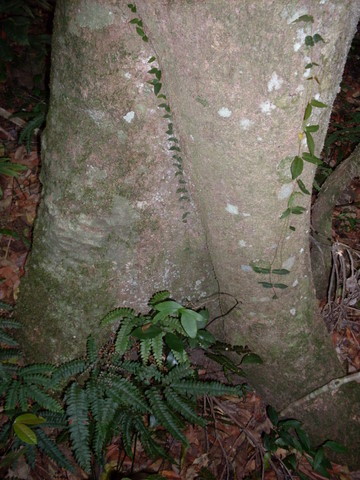
Base del árbol de Symplocos stawellii, Nueva Gales del Sur
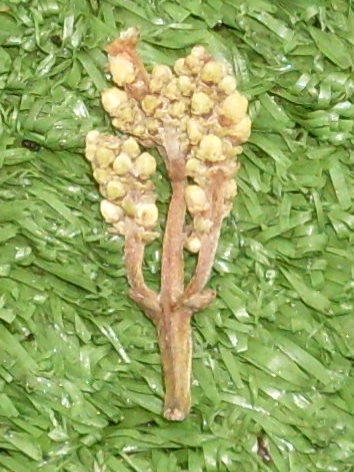
Panícula floral de Symplocos stawellii
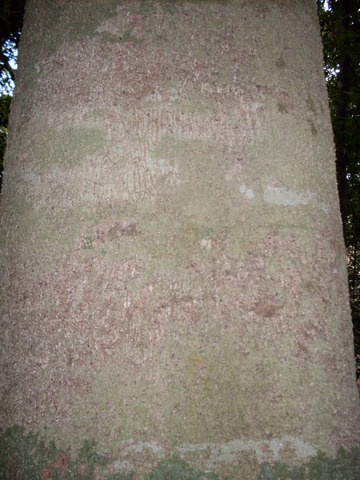
Acercamiento a la corteza de Symplocos stawellii

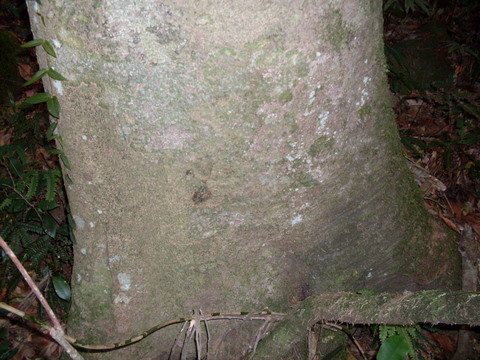
Base del árbol de Symplocos stawellii, Nueva Gales del Sur
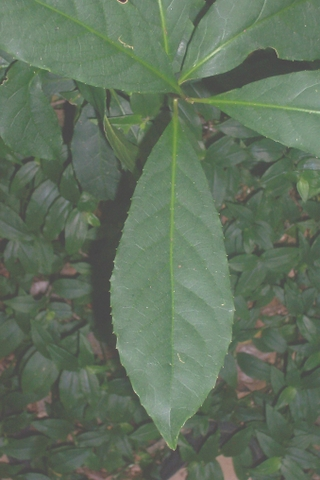
Hoja de Symplocos stawellii en el Parque Nacional Cattai, Australia
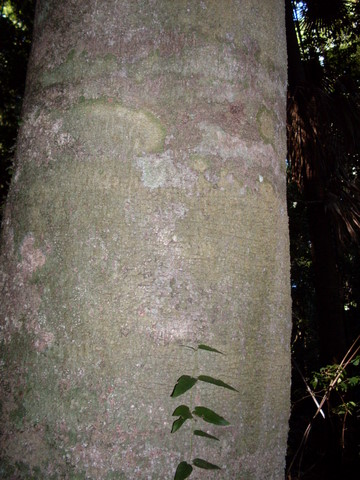
Symplocos stawellii, Nueva Gales del Sur